# Bloodgood (Band)
Bloodgood war eine US-amerikanische White-Metal-Band. Sie wurde 1985 in Seattle, Washington gegründet. Die Band spielte traditionellen Heavy Metal mit christlichen Texten. 2022 löste sich die Band auf, nachdem Gründungsmitglied Michael Bloodgood gestorben war.

## Geschichte
Der Name Bloodgood ist der Nachname des Bandgründers Michael Bloodgood. Der Name geht auf seine Vorfahren zurück, die aus Holland stammten und später nach Amerika auswanderten. Der Name soll zugleich Sinnbild sein für „das gute (good) Blut (blood), das Jesus für uns vergossen hat“.
Die Band wurde 1985 gegründet. Im selben Jahr wurde das Demo Metal Missionaries aufgenommen, das die Aufmerksamkeit des christlichen Rocklabels Frontline Records erregte. David Mansfield nahm die Band unter Vertrag und produzierte ihr selbstbetiteltes Debütalbum. J. T. Taylor wurde durch Mark Welling ersetzt. 1987 erschien der kommerziell erfolgreiche Nachfolger Detonation.
Ein bekannter US-amerikanischer Fernsehprediger sprach sich kurz vor einer größeren Tournee öffentlich gegen die Band aus. Die Tour bedeutete finanziell fast das Ende der Formation. Anschließend begann der Aufnahmeprozess zum Album Rock in a Hard Place. Das Album erschien 1988 und war kommerzieller ausgerichtet als der Vorgänger. Die Verkaufszahlen konnten trotz des neuen Sounds jedoch nicht mit Detonation mithalten. Eine Minitour festigte allerdings den Status in der Szene.
Noch vor dem Aufnahmeprozess zum Album Out of the Darkness stieg Gitarrist David Zaffiro aus, da er sich um seinen Sohn kümmern und als Musikproduzent sein Geld verdienen wollte. Paul Jackson spielte die Gitarre für das 1989er Album ein. Auch der Schlagzeuger wurde durch Kevin Whisler ersetzt. Die Band kehrte zum härteren Heavy-Metal-Sound zurück.
Zwei Livealben und zwei Livevideos folgten 1990. 1991 wurde All Stand Together veröffentlicht. Mit Paul Roraback war wieder ein neuer Schlagzeuger in der Band. 1993 kehrte Mark Welling zurück und mit ihm wurde noch das Livealbum To Germany with Love aufgenommen, bevor die Band 1994 zerbrach. Das Livealbum wurde zunächst nur in Deutschland veröffentlicht (Auflage: 990 Stück), erst 2000 wurde eine US-Version mit verändertem Artwork veröffentlicht.
Michael Bloodgood wurde Pastor der „Calvary Chapel Redmond“, sein Bandkollege Les Carlsen spielte in einer Fassung des Musicals Hair mit und versuchte sich als Kunsthändler. Während dieser Zeit gab es Wiederveröffentlichungen der Alben, die sich relativ gut verkauften.
2002 schlug eine Reunion der Band fehl. In der Zwischenzeit erkrankte Michael Bloodgood an einem Verschluss einer Arterie, die beinahe zu seinem Tod führte. 2006 war er rehabilitiert. Seine Stimme, die durch die nötige Operation in Mitleidenschaft gezogen worden war, kehrte zurück, so dass er wieder singen und predigen konnte. Bloodgood wurden wiedergegründet. Als zweiter Gitarrist stieg der von Stryper bekannte Oz Fox ein. Sie spielten in der neuen Besetzung bereits vereinzelte Festivals, z. B. beim Cornerstone Festival in Kalifornien und beim Legends of Rock in Ennepetal, hier mit dem neuen Song Man in the Middle. Im Jahr 2013 verließ Mark Welling die Band. Den Platz am Schlagzeug hat daraufhin wieder Kevin Whisler eingenommen.
Am 29. November 2013 wurde schließlich ihr neuestes Album Dangerously Close veröffentlicht. Es erschien im eigenen Label „B. Goode Records“ und wurde von Paul Jackson unter Mitarbeit von Michael Bloodgood und Les Carlsen produziert. Für das Mastering wurde neben Mark Simmons auch der ehemalige Bloodgood-Gitarrist David Zaffiro engagiert. Zuvor wurde bereits am 19. Oktober 2013 das Musikvideo zu Lamb of God, dem ersten Song des Albums, veröffentlicht.
Gründungsmitglied Michael Bloodgood starb am 29. Juli 2022. Im Februar 2022 hatte er einen schweren Schlaganfall erlitten; aufgrund von Hirnblutungen war er nicht mehr in der Lage, zu sprechen oder seine Augen zu öffnen. Er hinterlässt seine Frau Marilyn, drei Söhne und zwei Enkelkinder.
Zwei Tage später, am 31. Juli 2022, gab Gründungsmitglied und Sänger Les Carlsen die Auflösung der Band bekannt. „Es wird keine neue Musik geschrieben werden. Es werden keine Bloodgood-Live-Konzerte mehr stattfinden“, schrieb Carlsen auf seiner Facebook-Seite. Er kündigte allerdings an, dass einige neue Songs, die Michael Bloodgood geschrieben hat, zu einem späteren Zeitpunkt veröffentlicht werden könnten. Zudem teilte Carlsen mit, dass er mit Paul Jackson an einem neuen Album arbeite, das noch dieses Jahr erscheinen soll.

## Erfolge
In den Anfangsjahren wurde der Erfolg der Band oft mit Stryper verglichen. Bloodgood galten als ihre inoffiziellen Nachfolger. Die Band beeinflusste zahlreiche Bands der christlichen Metalszene. Unter anderem coverte Mortification ein Lied der Band.

## Stil
Bloodgood werden dem White Metal zugerechnet. Wären nicht die christlichen Inhalte, würde Götz Kühnemund (Metal Hammer) den Stil als Heavy Rock beschreiben. Philipp Roser (Crash) hörte im vom Text losgelösten Sound „gepflegten Schwermetall-Rock“, der „streckenweise ein wenig an Dio erinnert“.

## Diskografie
- 1985: Metal Missionaries (Demo-EP)
- 1986: Bloodgood
- 1987: Detonation
- 1988: Rock in a Hard Place
- 1989: Out of the Darkness
- 1990: Alive in America: Live Volume 1
- 1990: Shakin’ the World: Live Volume 2
- 1991: All Stand Together
- 1991: The Collection
- 1993: To Germany with Love!
- 2013: Dangerously Close

## Neuauflagen (Remastered)
- 2007: Rock Theater: Shakin’ the World
- 2010: Metal Missionaries (einschl. eines Interviews aus dem Jahr 1985 sowie einer Demoversion von "Man in the Middle")
- 2010: Bloodgood (einschl. zweier Bonusversionen der Songs "Awake" und "Black Snake")
- 2010: Detonation (einschl. zweier Live-Versionen von "Crucify" und "Messiah" aus dem Jahr 1987)

## Videos
- 1990: Alive in America: Live Volume 1 (VHS)
- 1990: Shakin’ the World: Live Volume 2 (VHS)
- 2002: Rock Theater: Alive in America & Shakin’ the World (DVD)
- 2009: Live In Norway (DVD)